# USS Mahan (DDG-72)
USS Mahan (DDG-72) — эсминец типа «Арли Бёрк». Построен на верфи Bath Iron Works, приписан к морской станции Норфолк, штат Виргиния.
Эсминец «Мэхэн» назван в честь Альфреда Тайера Мэхэна, известного военно-морского историка и теоретика.